# Amurga
Amurga este o arie protejată (arie specială de conservare — SAC, sit de importanță comunitară — SCI) din Spania întinsă pe o suprafață de 5.341,2 ha, integral pe uscat.

## Localizare
Centrul sitului Amurga este situat la coordonatele 27°49′40″N 15°32′32″W / 27.8277°N 15.5422°V.

## Înființare
Situl Amurga a fost declarat sit de importanță comunitară în octombrie 1999 pentru a proteja 2 specii de plante. Situl a fost protejat și ca arie specială de conservare în ianuarie 2010.

## Biodiversitate
Situată în ecoregiunea , aria protejată conține 5 habitate naturale: Pante stâncoase silicioase cu vegetație casmofită, Tufărișuri termo-mediteraneene și de pre-deșert, Păduri de pin endemic canariene, Păduri de Olea și Ceratonia, Plantații de palmieri Phoenix.
La baza desemnării sitului se află mai multe specii protejate de  plante (2): Solanum lidii, Teline rosmarinifolia.